# Synegia similis
Synegia similis là một loài bướm đêm trong họ Geometridae.